# Costa e Entroterra di Bosa, Suni e Montresta
Costa e Entroterra di Bosa, Suni e Montresta este o arie protejată (arie de protecție specială avifaunistică — SPA) din Italia întinsă pe o suprafață de 8.222 ha, din care 4 % marine.

## Localizare
Centrul sitului Costa e Entroterra di Bosa, Suni e Montresta este situat la coordonatele 40°19′51″N 8°28′49″E / 40.330945°N 8.480161°E.

## Înființare
Situl Costa e Entroterra di Bosa, Suni e Montresta a fost declarat arie de protecție specială avifaunistică în iulie 2009 pentru a proteja 39 de specii de animale.

## Biodiversitate
Situată în ecoregiunea mediteraneană, aria protejată conține 14 habitate naturale: Faleze cu vegetație de Limonium spp. endemic de pe coastele mediteraneene, Iazuri temporare mediteraneene, Recifuri, Ape oligotrofe în general din solurile nisipoase vest-mediteraneene, cu un conținut foarte redus de minerale, cu Isoetes spp., Golfuri mici largi și golfuri puțin adânci, Matorral arborescenți cu Laurus nobilis, Straturi cu Posidonia (Posidonion oceanicae), Estuare, Păduri de Olea și Ceratonia, Păduri de Quercus ilex și Quercus rotundifolia, Ape stătătoare oligotrofe până la mezotrofe, cu vegetație de Littorelletea uniflorae și/sau de Isoëto-Nanojuncetea, Păduri de Quercus suber, Dehesas cu Quercus spp. perene, Tufărișuri termo-mediteraneene și de pre-deșert.
La baza desemnării sitului se află mai multe specii protejate:
- păsări (29): uliu porumbar (Accipiter gentilis arrigonii), vulturul negru (Aegypius monachus), pescăruș albastru (Alcedo atthis), Alectoris barbara, fâsă-de-câmp (Anthus campestris), acvilă de munte (Aquila chrysaetos), egretă mare (Ardea alba), pasărea ogorului (Burhinus oedicnemus), Calonectris diomedea, caprimulg (Caprimulgus europaeus), erete de stuf (Circus aeruginosus), erete vânăt (Circus cyaneus), erete cenușiu (Circus pygargus), dumbrăveancă (Coracias garrulus), egretă mică (Egretta garzetta), Falco naumanni, șoim călător (Falco peregrinus), vulturul pleșuv sur (Gyps fulvus), sfrâncioc roșiatic (Lanius collurio), Larus audouinii, ciocârlie de pădure (Lullula arborea), ciocârlie de bărăgan (Melanocorypha calandra), gaia neagră (Milvus migrans), gaia roșie (Milvus milvus), viespar (Pernis apivorus), Phalacrocorax aristotelis desmarestii, Sylvia sarda, silvie de tufiș (Sylvia undata), spârcaci (Tetrax tetrax)
- amfibieni (1): Discoglossus sardus
- mamifere (2): liliacul mare cu potcoavă (Rhinolophus ferrumequinum), liliacul mic cu potcoavă (Rhinolophus hipposideros)
- nevertebrate (2): croitorul mare al stejarului (Cerambyx cerdo), Papilio hospiton
- pești (1): Petromyzon marinus
- reptile (4): Caretta caretta, țestoasa de baltă (Emys orbicularis), Euleptes europaea, țestoasă bănățeană (Testudo hermanni)

Pe lângă speciile protejate, pe teritoriul sitului au mai fost identificate 84 de specii de păsări, 2 specii de amfibieni, 5 specii de nevertebrate, 5 specii de reptile.